# Marler Stern
Het winkelcentrum Marler Stern in het centrum van Marl in Noordrijn-Westfalen, heeft een verkoopvloeroppervlakte van ongeveer 58.000 m² en is daarmee niet alleen het grootste winkelcentrum in de regio tussen Essen en Münster, maar ook een van de grootste binnenstedelijke winkelcentra van Noordrijn-Westfalen. 

## Geschiedenis

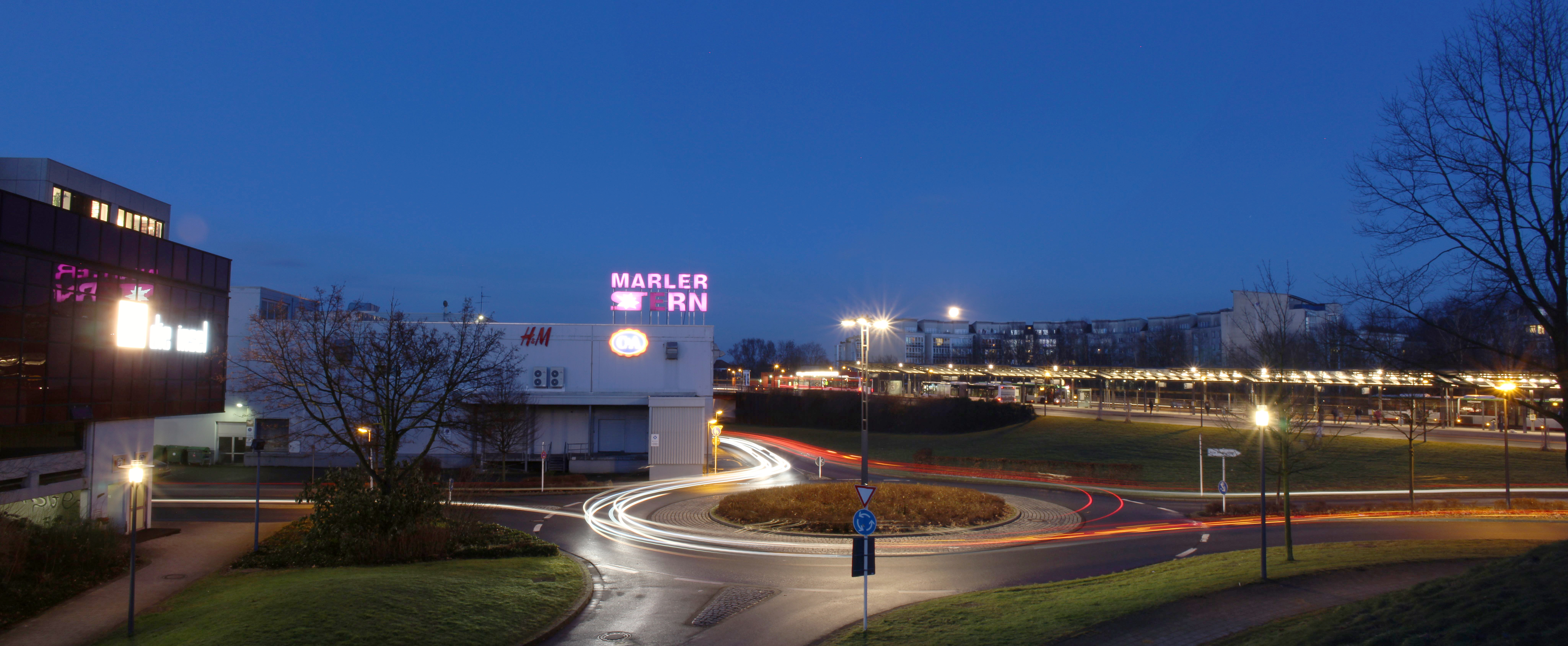
Zuidkant van de Marler Stern met VHS die Insel, Bergstrasse en het centrale busstation

De Marler Stern is ontstaan in de tijd dat Marl een bloeiende stad was en door de aanwezige chemie en mijnbouw steeds meer inwoners kreeg. De stad die ontstond uit meerdere dorpen had behoefte aan een nieuw stadscentrum op het groene weide. In de jaren zestig en zeventig werd daarom besloten tot de bouw van een complex bestaande uit een winkelcentrum, stadhuis, stadspark en meerdere woonflats. 
De Marler Stern biedt plaats aan 130 winkels verdeeld over twee verdiepingen, waaronder een aantal grote winkels, zoals C&A, H&M en Adler Mode. Het winkelcentrum herbergt voornamelijk winkelbedrijven (kleding, boodschappen, decorartikelen) en winkelketens zoals Tara M, Gamestop en anderen. 
Sinds de sluiting van de vestiging van warenhuis Karstadt (later Hertie) in maart 2009 kampte de Marler Stern met toenemende leegstand, vooral in de bovenste winkelstraat. 
In 2018 heeft de FAKT Unternehmensgruppe AG met zijn CEO en ereburger van de stad Marl, Prof. em. Hubert Schulte-Kemper, de meerderheid in het winkelcentrum verworven. Tegelijkertijd is begonnen met de renovatie en nieuwe verhuur. In september 2019 is de eerste renovatiefase afgerond. Door de deelneming van FAKT in de Marler Stern kon de verdere achteruitgang van de Marler Stern door vertrekkende winkels worden voorkomen.  
FAKT en een andere investeerder zijn van plan de eerste verdieping nieuw leven in te blazen. Op de eerste verdieping komt het ouletcentrum Marlet, dat eind augustus 2020 zal openen. Op een verkoopvloeroppervlakte van ca. 15.000 m² zullen zo'n 60 tot 90 winkels komen. In 2021 zal de complete ombouw en renovatie van het centrum zijn afgerond.

## Architectuur
Als architectonische bijzonderheid heeft de Marler Stern een constructie met luchtkussens in plaats van het gebruikelijke glazen of betonnen dak. In totaal beslaan meer dan zes individuele, grote luchtkussens het hele verkoopgebied en vormen daarmee het grootste luchtkussendak van het continent. Daarmee heeft het centrum een vermelding in het Guinness Book of Records. 

## Ligging
De Marler Stern maakt sinds de bouw deel uit van de nieuwe Marler Stadtmitte. Deze is ontworpen als autovrije zone, waardoor het winkelcentrum geen "directe" toegang tot het wegennet heeft. Het ligt ongeveer in het geografische centrum van de stad en wordt omringd door Creiler Platz (met daaraan het stadhuis en stadspark), de woonflats Wohnen West, het Riegelhaus (VHS het eiland), het Forum (met centraal busstation en treinstation) en de uitbreiding van het centrum uit het begin van deze eeuw.  
De Marler Stern is bereikbaar met bus, taxi of trein via het busstation, dat na de renovatie via het Forum een directe verbinding met de ingang van Stern heeft. Met de auto is het mogelijk om het winkelcentrum te bereiken via de Bergstrasse of de Hervester Strasse. Kleine doodlopende straten met onderdoorgangen leiden naar de parkeergarages en parkeerkelders. Pas sinds de heraanleg van de Bergstrasse is de Marler Stern op korte afstand op uitvalswegen aangesloten.  